# Сенфорд (Техас)
Сенфорд (англ. Sanford) — місто (англ. town) в США, в окрузі Гатчинсон штату Техас. Населення — 132 особи (2020).

## Географія
Сенфорд розташований за координатами 35°42′9″ пн. ш. 101°31′54″ зх. д. / 35.70250° пн. ш. 101.53167° зх. д. (35.702624, -101.531771).  За даними Бюро перепису населення США в 2010 році місто мало площу 0,35 км², уся площа — суходіл.

## Демографія
Згідно з переписом 2010 року, у місті мешкали 164 особи в 70 домогосподарствах у складі 47 родин. Густота населення становила 474 особи/км².  Було 100 помешкань (289/км²).
Расовий склад населення:
| - 91,5 % — білих - 2,4 % — корінних американців - 0,6 % — чорних або афроамериканців - 4,3 % — осіб інших рас |

До двох чи більше рас належало 1,2 %. Частка іспаномовних становила 6,7 % від усіх жителів.
За віковим діапазоном населення розподілялося таким чином: 24,4 % — особи молодші 18 років, 61,6 % — особи у віці 18—64 років, 14,0 % — особи у віці 65 років та старші. Медіана віку мешканця становила 46,5 року. На 100 осіб жіночої статі у місті припадало 100,0 чоловіків;  на 100 жінок у віці від 18 років та старших — 103,3 чоловіків також старших 18 років.
За межею бідності перебувало 41,4 % осіб, у тому числі 71,1 % дітей у віці до 18 років та 21,7 % осіб у віці 65 років та старших.
Цивільне працевлаштоване населення становило 53 особи. Основні галузі зайнятості: публічна адміністрація — 13,2 %, будівництво — 13,2 %, мистецтво, розваги та відпочинок — 11,3 %.